# Loch Doire nam Mart
Loch Doire nam Mart är en sjö i Storbritannien.   Den ligger i kommunen Highland och riksdelen Skottland, i den nordvästra delen av landet, 700 km nordväst om huvudstaden London. Loch Doire nam Mart ligger 33 meter över havet. I omgivningarna runt Loch Doire nam Mart växer i huvudsak blandskog.